# Skansholmens naturreservat
Skansholmens naturreservat är ett naturreservat i Ekerö kommun i Stockholms län. Skansholmen ägs av Kristinebergs båtklubb.
Området är naturskyddat sedan 1974 och är 2 hektar stort. Skansholmens naturreservat omfattar den lilla ön Skansholmen i Lövstafjärden i Mälaren. Floran är delvis lundartad men partier med torrbacksflora finns också.
Ön är bevuxen av lövskog, till stor del ädellövskog med lind och ek. Skansholmen används som klubbholme av Kristinebergs båtklubb som har bryggor och vissa byggnader på ön.